# Fabian Gotthard von Steinheil

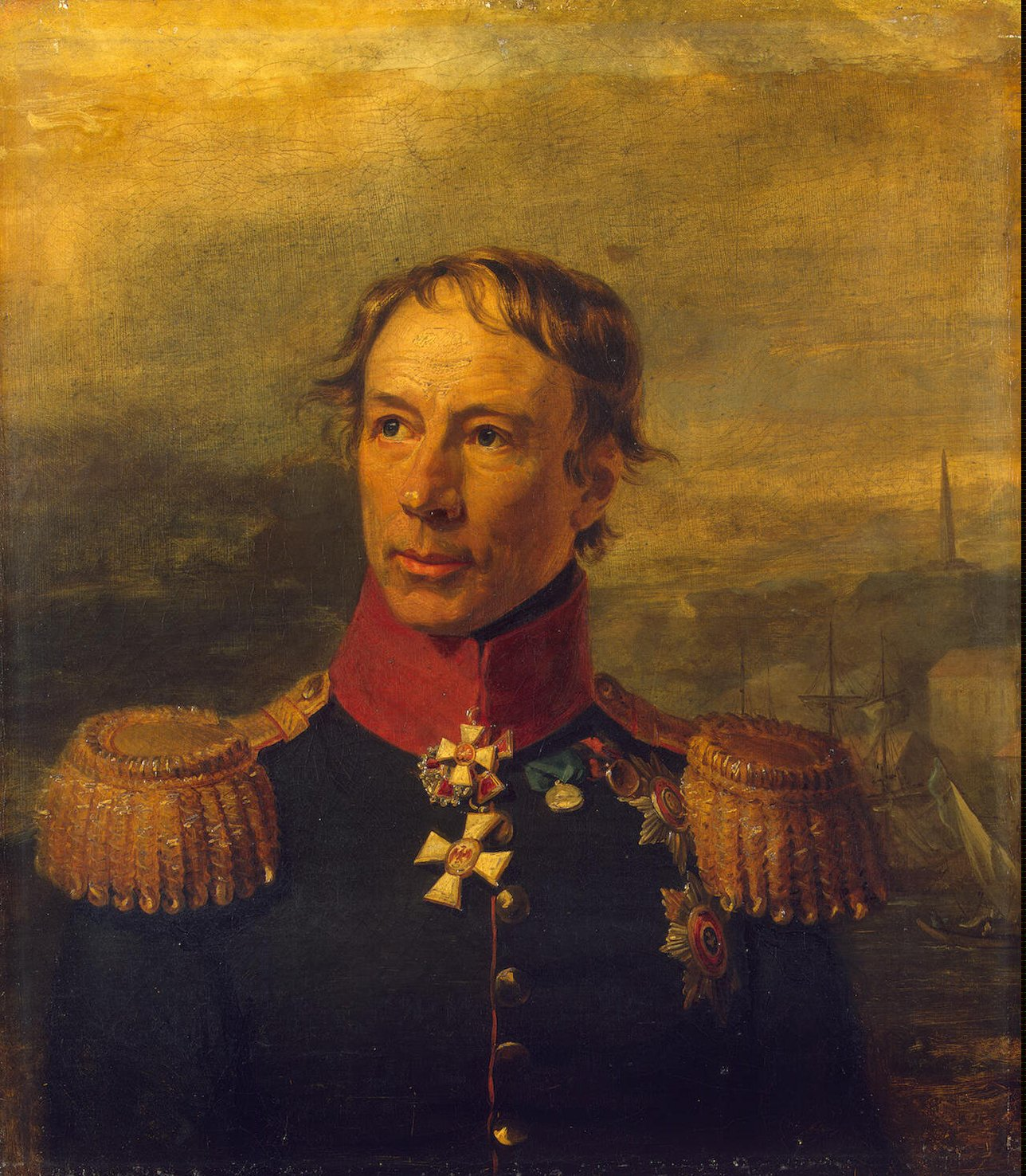
Fabian von Steinheil

Fabian von Steinheil (russisch Фаддей Фёдорович Штейнгель; * 3. Oktoberjul. / 14. Oktober 1762greg. auf Gut Taibel (estnisch Taebla), Gemeinde Poenal (Lääne-Nigula) im Kreis Wiek (Lääne), Estland; † 23. Februarjul. / 7. März 1831greg. in Helsinki, Finnland) war ein deutschbaltischer Militär. Er war zwischen 1810 und 1824 russischer Generalgouverneur von Finnland. In der Literatur wird sein Name häufig verballhornt. Die Bezeichnung Steingel oder auch Steingal ist nicht selten.

## Frühe Jahre
Fabian Steinheil wurde im heutigen Estland in eine deutschbaltische Familie geboren. Er wurde 1782 Leutnant in der russischen Armee. Von 1788 bis 1790 nahm er in zaristischen Diensten am Krieg gegen Schweden in Finnland teil.

## Militär
1791/92 unterstand er Generalfeldmarschall Alexander Suworow bei den Befestigungsarbeiten im russisch besetzten Teil Finnlands. 1793 bis 1795 war er an den Arbeiten der Befestigungen von Hamina, Lappeenranta und Taavetti beteiligt. 1797 erhielt Steinheil eine hohe Auszeichnung für eine von ihm ausgearbeitete topographische Karte Finnlands. 1798 wurde er in den Rang eines Generalmajors erhoben. 1805 nahm er am russischen Feldzug in Preußen sowie 1806/1807 in Polen und Preußen teil.

## Generalgouverneur
1809 wurde Steinheil zum Oberbefehlshaber der russischen Armee auf Åland ernannt. Im März 1810 ernannte ihn der russische Zar als Nachfolger von Michael Andreas Barclay de Tolly zum Generalgouverneur Finnlands. 1812 wurde Steinheil als Graf in den finnischen Adelsstand aufgenommen. Seine Politik war von starker Sympathie für das Land geprägt, dem er auch politisch großes Wohlwollen entgegenbrachte. Er gewann während seiner Amtszeit das Vertrauen der finnischen Elite.
Ab 1812 nahm Steinheil am Krieg gegen die Invasion Napoléon Bonapartes teil, kämpfte in der Schlacht bei Smoljany und wurde als Generalgouverneur ein Jahr später durch Gustaf Mauritz Armfelt abgelöst. 1813 war er Miteroberer von Danzig und Elbing. Als Armfelt im August 1814 unerwartet starb, wurde Steinheil auf seinen früheren Posten als Generalgouverneur zurückberufen. 1819 wurde er zum General der Infanterie  befördert. Seit 1817 war er Ehrenmitglied der Petersburger Akademie der Wissenschaften. 1823 beendete er seine Tätigkeit als Generalgouverneur Finnlands und übergab die Aufgabe Arseni Andrejewitsch Sakrewski. Bis März 1824 blieb er geschäftsführend im Amt.

## Letzte Lebensjahre
In seinen letzten Lebensjahren blieb Steinheil in Finnland wohnhaft und widmete sich der wissenschaftlichen Forschung, besonders im Bereich der Mineralogie und der Geologie.
In einem finnischen Bergwerk bei Orijärvi entdeckte er ein ihm unbekanntes Mineral. Er ließ es von Johan Gadolin untersuchen, der es nach ihm Steinheilit nannte. Es handelt sich um eine Varietät des Cordierits.
Nach Graf Fabian von Steinheil wurde in den 1820er Jahren die Fabianinkatu im Zentrum Helsinkis benannt.